# Chiesa di San Giacinto (Brescia)
La chiesa di San Giacinto è un luogo di culto cattolico di Brescia situato in piazzale Giacinto Tredici, lungo via Alessandro Lamarmora.
Edificata tra il 1951 e il 1952 per fornire un nuovo centro spirituale al quartiere Lamarmora, che stava conoscendo un notevole sviluppo demografico, la chiesa ospita alcune tele di autori seicenteschi e settecenteschi, affiancate da numerose opere pittoriche e scultoree eseguite da Oscar Di Prata, Federico Severino, i fratelli Poisa, Giorgio Salmoiraghi e la vetreria Bontempi, soprattutto tra gli anni sessanta e settanta del secolo.

## Storia
L'esigenza di fondare una nuova chiesa parrocchiale nel quartiere Lamarmora emerse nell'immediato secondo dopoguerra, quando in meno di cinque anni la popolazione della zona superò le ottomila persone. Già esistenti erano un asilo, un cinema teatro e un oratorio femminile, mentre in funzione di chiesa era utilizzato solamente una piccola e inadeguata sala.
Nel 1951, pertanto, il Comitato per le chiese dei nuovi quartieri delibera la costruzione della nuova parrocchiale, per la quale, come prima pietra, viene utilizzato un blocco estratto dalle rovine della chiesa di Sant'Angela Merici, bombardata e distrutta durante l'ultimo conflitto. L'edificio, progettato da Antonio Lechi, viene eretto in un solo anno e completato per il Natale del 1952, mentre la consacrazione arriva da parte del vescovo Giacinto Tredici il 14 novembre 1953. In onore dello stesso vescovo Tredici proviene l'intitolazione della chiesa a san Giacinto.
Negli anni successivi il patrimonio della chiesa si arricchisce di opere d'arte, molte eseguite appositamente, mentre altre, le più antiche, provenienti principalmente da edifici di culto soppressi o distrutti.

## Descrizione

### Esterno
Il prospetto frontale della chiesa, a scala, è in medolo lavorato di colore pallido, molto uniforme alla vista. Nel complesso, lo stile utilizzato è il neoromanico, ma è denotato da una certa classicità ispirata all'architettura ravennate. Dopo una breve scalinata che fa da stilobate si apre l'ampio portico d'ingresso a tre campate, sorrette da colonne a capitello cubico rastremato, tipicamente romanico.
Nell'ordine superiore si aprono tre grandi finestroni ad arco in linea con le campate del portico sottostante, contornate da una doppia cornice in pietra più scura. Un oculo circolare aperto sotto il colmo del tetto corona il prospetto.
Il portale centrale dell'ingresso è sormontato da un altorilievo dello scultore Federico Severino, raffigurante il Padre Eterno. Dello stesso autore sono anche i pannelli che si fronteggiano alle due estremità del portico, con una Pietà e gli Angeli cantori. Ancora del Severino sono le due statue con San Giovanni di Dio e San Firmo martire nelle due piccole nicchie angolari della facciata.

### Interno
All'interno, la chiesa è a navata unica coperta da volta a botte, con presbiterio prolungato concluso da un'abside semicircolare. Alle pareti laterali della navata, inquadrate da cinque arcate per lato, si aprono altrettante cappelle, sormontate da un matroneo e, più in alto, dalla fila di finestre che illuminano l'interno.
Tra le dieci cappelle, solamente quattro, due per lato fronteggianti al centro della navata, ospitano un altare, mentre le altre ne sono prive e ospitano solamente opere pittoriche o altro.

#### Opere
La prima cappella destra, dedicata alla Sacra Famiglia, è decorata da affreschi di Oscar Di Prata eseguiti nel 1973. L'altare non è presente, ma è esposto un paliotto seicentesco con ricchi intarsi marmorei proveniente dalla chiesa di San Giuseppe. Al di sopra è appesa una tela settecentesca di scuola lombarda con la Santa Famiglia.

Oltre l'ingresso laterale destro vi è la cappella della Madonna, ospitante una statua raffigurante la Vergine in legno argentato, eseguita dai fratelli Poisa nel 1957. Anche qui vi sono affreschi di Oscar Di Prata, mentre l'altare è in marmo rosso di Verona e onice. Segue la cappella del battistero, con una grande vetrata raffigurante il Battesimo di Gesù disegnata dal Di Prata ed eseguita dalla ditta Bontempi nel 1961. Alla parete sinistra si trova un altorilievo con il Cristo battezzato del Severino.

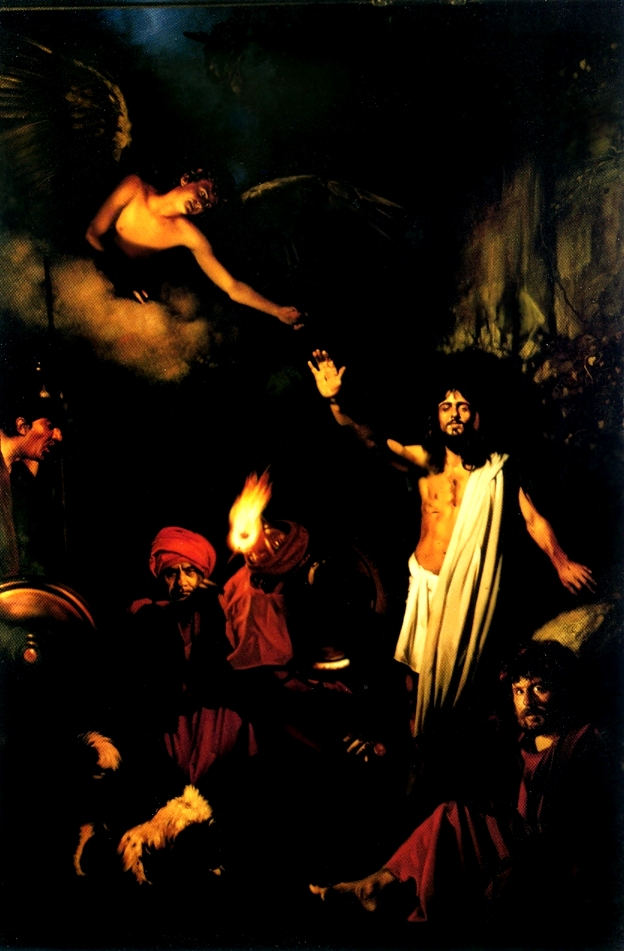
Giorgio Salmoiraghi - Terza pala: La Resurrezione (3 x 4.5 metri)

L'altare maggiore è ampio e maestoso, completamente in marmo e pietre colorate. Appese alle due pareti del presbiterio, fronteggianti, si trovano una Madonna della cintola a destra, di pittore nell'ambito di Francesco Paglia, e una Madonna col Bambino tra due santi a sinistra. Il coro retrostante accoglie tre grandi composizione pittoriche su tavola di Giorgio Salmoiraghi, raffiguranti, in senso orario, l'Adorazione dei Magi, la Crocifissione e la Risurrezione.
La prima cappella sinistra a fianco del presbiterio ospita una modesta statua raffigurante Sant'Antonio e altri due altorilievi del Severino con Santa Elisabetta d'Ungheria e Sant'Antonio da Padova.
La cappella successiva, dedicata al santo titolare della chiesa, custodisce un cofanetto seicentesco con all'interno ben 43 reliquie di santi, al centro delle quali si trova quella di san Giacinto. Il cofanetto è sostenuto da una colonnina lignea artistica, dai fregi dorati, in armonia con la mensa dell'altare, completate da intagli dei Poisa e da quattro piccoli candelabri della stessa ditta. Lungo l'intradosso dell'arcata sono appese le Beatitudini dipinti dal Di Prata, mentre la pala è il san Giacinto di Pietro Trainini, affiancato da un Angelo del Severino.
Oltre l'ingresso laterale sinistro si trova la cappella del Crocefisso, decorata da un affresco di Mario Pescatori del 1978 e da un altro altorilievo del Severino raffigurante il Cristo risorto. L'ultimo vano sinistro, in prossimità dell'ingresso, raccoglie i confessionali eseguiti nel 1963 dalla ditta Arminio di Orzinuovi.
Orna l'interno della chiesa un ampio ciclo di vetrate, quasi tutte realizzate dalla ditta Bontempi su disegni di Oscar Di Prata, che completano le già molte opere di questo artista presenti all'interno dell'edificio sacro.

#### Organo a canne
Nella conca dell'abside, dietro l'altare maggiore, si trova l'organo Ferraresi Opus XI, costruito dall'organaro ferrarese nel 1977 per lo studio di registrazione Melloncelli di Sermide e collocato nella chiesa nel 2008. Lo strumento ha 25 registri e consolle con due tastiere di 61 note ciascuna ed una pedaliera concavo-radiale di 32; la sua trasmissione è elettrica.